# Ivan Hrobelskyj
Ivan Hrobelskyj, ukrajinsky: Іван Гробельський, polsky Jan Grobelski (1858 – 16. dubna 1926 Lvov), byl rakouský řeckokatolický duchovní a politik ukrajinské (rusínské) národnosti z Haliče, na konci 19. století poslanec Říšské rady.

## Biografie
Působil jako řeckokatolický duchovní. Byl čestným členem rusínského spolku Prosvita.
Byl poslancem Říšské rady (celostátního parlamentu Předlitavska), kam usedl ve volbách roku 1897 za kurii všeobecnou v Haliči, 15. volební obvod: Kolomyja, Nadvirna, Horodenka atd. Rezignace byla oznámena na schůzi 29. září 1898. Místo něj pak do parlamentu nastoupil Stefan Moysa-Rosochacki. Ve volebním období 1897–1901 se uvádí jako Dr. Johann Grobelski, duchovní řecko-katolické kapituly ve Stanislavově, bytem Stanislavov.
Ve volbách roku 1897 se uvádí jako rusínský kandidát. Zasedl do poslaneckého klubu Slovanský křesťansko národní svaz (Der slavische christlichnationale Verband).